# Интронизация

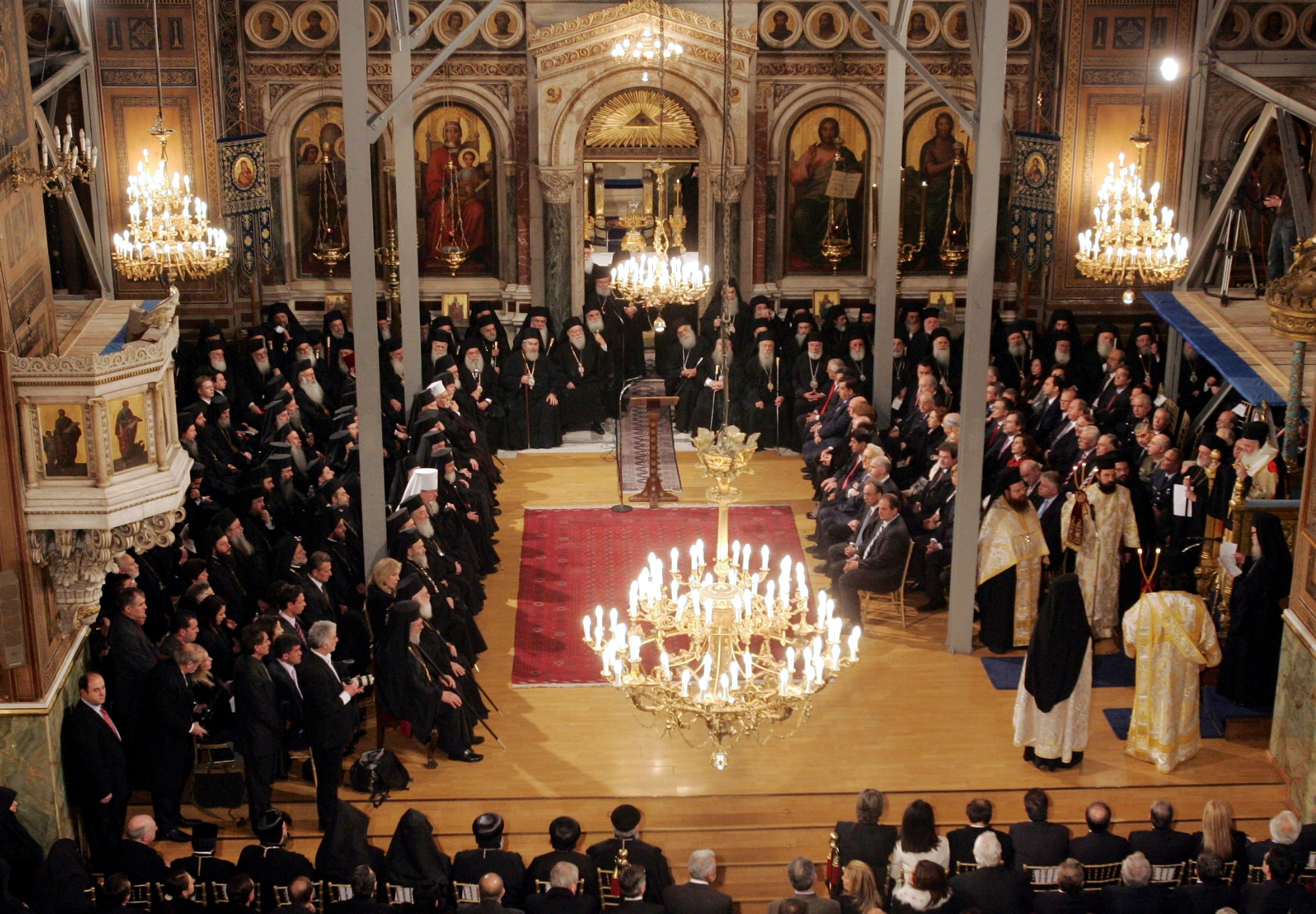
Интронизация архиепископа Афинского Иеронима в Благовещенском соборе Афин 16 февраля 2008 года

Интрониза́ция (др.-греч. ἐνθρονισμός) или насто́лование (славянская калька с греческого) — торжественное чинопоследование (общественное богослужение), во время которого совершается возведение новоизбранного епископа (в настоящее время — предстоятелей церквей) на его кафедру. Интронизация совершается во время литургии с облачением новоизбранного иерарха в богослужебные одежды, соответствующие сану.
В современной Православной церкви интронизация совершается в отношении как патриархов, так и предстоятелей поместных или автономных церквей, имеющих сан митрополита или архиепископа. В Католической церкви существует только папская интронизация.

## Византия
Как именно происходила интронизация Константинопольских патриархов в Византийской Империи и какое значение она имела, сообщается Симеоном Солунским. В воскресный день в присутствии императора (императоров), архонтов и почти всего народа при участии всех епископов, клира города торжественно совершалась литургия в храме Святой Софии. Надо, поясняет Симеон, чтобы все присутствовали во время интронизации своего первосвятителя и увидели новопоставленного Патриарха на Патриаршей кафедре, как самого Господа нашего Иисуса Христа, и получили от него благословение его служения, приняли от него мир со Святейшего трона и его же со своей стороны провозгласили ему.
В назначенный воскресный день, когда все собирались в храме, поставляемый в Патриархи Константинопольские, облачался в полное епископское облачение (с саккосом) и начинал литургию, а митрополиты и остальные епископы, поклонившись ему по обычаю, облачались в священные одежды и призывались во время малого входа. После Трисвятого и молитвы следовало раздаяние свечей и возжигались многие огни как символ благодати Святого Духа. После этого все становились на свои места по чину и возводимые в Патриарший сан интронизировался двумя первыми митрополитами: они брали его под руки, посаждали на трон и возглашали: άξιος («Достоин»). άξιος трижды пелось всеми священнослужителями внутри алтаря, где совершалась интронизация, а вне алтаря άξιος трижды пелось хорами. Посаждение совершалось трижды. После обряда интронизации, славословия императоров и нового патриарха литургия продолжалась обычным патриаршим чином. Ираклийский митрополит, которому принадлежит право совершения обряда интронизации Патриарха, принимал благословение от него и преподавал мир, после чего читался апостол. Вслед за тем сам новопоставленный Патриарх преподавал мир, и читалось Божественное Евангелие. Новопоставленный Патриарх по обычаю далее совершал литургию.
Интронизация была седьмым и предпоследним актом в процессе избрания Константинопольского патриаха в византийскую эпоху — перед обрядом братского общения с предстоятелями других православных автокефальных Церквей Востока. Византийский обряд интронизации Патриарха сохранился в практике Константинопольской церкви и после падения Византии.

## В Русской церкви
Настолование известно с момента появления первых русских митрополитов. Иларион Киевский (умер ок. 1055 года) писал: «Аз… от благочестивых епископ священ и настолован».
Современный чин настолования происходит после облачения наречённого Патриарха в одежды, соответствующие Патриаршему сану, с возложением великого парамана. Затем в алтаре двое старейших по хиротонии митрополита трижды сажают поставляемого Патриарха на Патриаршее горнее место. При этом читается следующие молитвословие:

Божественная благодать, немощная врачующи, оскудевающая восполняющи и промышление всегда творящи о Святых Своих Православных Церквах, посаждает на престоле святых Первосвятителей Российских Петра, Алексия, Ионы, Макария, Филиппа, Иова, Ермогена и Тихона Отца нашего имярек, Святейшего Патриарха великаго града Москвы и всея Руси, во имя Отца. Аминь. Аксиос!

В ответ присутствующее духовенство и верующие возглашают «Аксиос, аксиос, аксиос». Затем после возгласа «и Сына. Аминь», следует второе посажение, а после «и Святаго Духа. Аминь» — третье. По окончании посажения поставляемому Патриарху подносят на блюде новый саккос и омофор, а также две панагии и крест. После отпуста литургии новопоставленному  Патриарху на солее подносят белый куколь и Патриарший жезл.

## В Католической церкви
Папская интронизация или Папская интронизационная месса — литургическая служба Римско-католической церкви (служащаяся по римскому обряду, но с элементами византийского обряда) для церковной инвеституры в должность папы римского. Она больше не включает старую тысячелетнюю церемонию Папской коронации. В Католической церкви существует также особое литургическое действие введения новоизбранного епископа в должность, которое называется ингресс.